# آسوکا (مجموعه تلویزیونی)
آسوکا که با عنوان جنگ ستارگان: آسوکا (انگلیسی: Star Wars: Ahsoka) نیز شناخته شده‌است، مینی‌سریال تلویزیونی آمریکایی است که به‌دست دیو فیلونی برای شبکهٔ دیزنی پلاس نویسندگی و ساخته شده‌است. این مجموعه بخشی از فرنچایز جنگ ستارگان و اسپین‌آفی از مجموعهٔ مندلورین (۲۰۱۹–اکنون) به‌شمار می‌رود که داستان آن در بازهٔ زمانی این مجموعه و اسپین‌آف‌های پس از وقایع فیلم بازگشت جدای (۱۹۸۳) جریان دارد و ادامه‌دهندهٔ داستان مجموعهٔ پویانمایی شورشیان جنگ ستارگان (۲۰۱۴–۲۰۱۸) است. این مجموعه به آسوکا تانو می‌پردازد که در حال رسیدگی به تهدیدی رو به شکل‌گیری برای کهکشان به‌دنبال سرنگونی امپراتوری است.
رزاریو داوسون بار دیگر نقش آسوکا تانو را ایفا می‌کند. این شخصیت ابتدا برای مجموعهٔ انیمیشن جنگ ستارگان: جنگ‌های کلون (۲۰۰۸–۲۰۲۰) ساخته شد و نخستین حضور او به‌شکل لایواکشن در فصل دوم مندلورین بود. ساخت مجموعه‌ای اسپین‌آف با تمرکز بر آسوکا تانو در دسامبر ۲۰۲۰ اعلام شد و فیلونی که مشترکاً سازندهٔ این شخصیت است، به عنوان نویسندهٔ مجموعه تعیین شد. مراحل فیلم‌برداری در اوایل مهٔ ۲۰۲۲ آغاز شد و چندین شخصیت از مجموعهٔ شورشیان برای حضور در آن اعلام شدند. در آوریل ۲۰۲۳، بازیگران دیگری از جمله لارس میکلسن در تکرار نقش گرند آدمیرال ثراون اعلام شدند و تأیید شد که سریال ادامه‌دهندهٔ داستان شورشیان است.
آسوکا متشکل از هشت قسمت بود که دو قسمت نخست آن در ۲۲ اوت ۲۰۲۳ پخش شد و در ۳ اکتبر به پایان رسید. این مجموعه نقدهای مثبتی از سوی منتقدان دریافت کرد. در ژانویهٔ ۲۰۲۴، لوکاس‌فیلم تأیید کرد که فصل دوم در حال توسعه بود.

## خلاصهٔ داستان
به‌دنبال سقوط امپراتوری کهکشانی، آسوکا تانو تهدیدی رو به شکل‌گیری برای کهکشان را رسیدگی می‌کند.

## بازیگران و شخصیت‌ها
- رزاریو داوسون در نقش آسوکا تانو: شاگرد جدای سابق و کارآموزِ آناکین اسکای‌واکر[۴][۵]
  - آریانا گرینبلات نقش جوانی آسوکا طی فلش‌بک‌های جنگ‌های کلون را ایفا می‌کند.[۶]
- ناتاشا لیو بوردیزو در نقش سبین رن: یک مبارز جوان مندلوری و هنرمند گرافیتی. او آکادمی امپراتوری را ترک و شکارچی جایزه‌بگیر سابق با دانش تخصصی در مورد سلاح‌ها و مواد منفجره است.[۷]
- مری الیزابت وینستد در نقش هرا سیندولا
- ری استیونسون در نقش بایلان اسکول: جدای سابق که از فرمان ۶۶ جان سالم به‌در برد و اکنون جدای تاریک و مزدور در جستجوی قدرت است. او استاد شین هاتی است و با مورگان السبث کار می‌کند.[۵][۸]
- ایوانا ساخنو در نقش شین هاتی: شاگرد بیلن که جدای تاریک است و بیلن به او دستور می‌دهد که به دنبال آسوکا برود.[۸][۹][۱۰]
- دایانا لی اینوسانتو در نقش مورگان السبث: قاضی سابق و یکی از آخرین نایت‌سیسترهای باقی‌مانده از داتومیر[۵][۱۱] که با ثراون متحد است.[۵][۱۰] اینوسانتو برای بازی در نقش این شخصیت از ژولیوس سزار و کاترین بزرگ الهام گرفت.[۱۲]
- دیوید تننت در نقش هویانگ: دروید سازندهٔ شمشیر نوری که هزاران سال به جدای‌ها خدمت کرده‌است.[۵][۱۰]
- ایمان اسفندی در نقش ازرا بریجر: فریبکار و دزد سابق از سیارهٔ لوثال که شاگرد کینان جروس شد تا جدای شود.[۵][۱۳]
- ایوان ویتن در نقش جیسن سندولا: پسر هرا و کنان جاروس که امیدوار است مانند پدرش جدای شود.[۱۴]
- جنویو اورایلی در نقش مون موتما صدراعظم جمهوری جدید که قبلاً سناتور جمهوری و سنای امپراتوری بود و به عنوان رهبر ائتلاف شورشی خدمت می‌کرد.[۹]
- هایدن کریستنسن در نقش آناکین اسکای‌واکر / دارث ویدر: استاد جدای سابق اکنون‌مرده آسوکا که به سمت تاریک نیرو سقوط کرده بود و دارث ویدر شده بود.[۱۵][۱۶]
- لارس میکلسن در نقش گرند آدمیرال ثراون: افسر ارشد بالارتبه از امپراتوری کهکشانی که برای تاکتیک‌های حیله‌گرانه‌اش معروف است. او توسط ازرا بریجر و پرگیل به هایپراسپیس فرستاده شد.[۵][۱۷] میکلسن پیش‌تر صداپیشهٔ این شخصیت در مجموعهٔ شورشیان بود.[۱۷]
- آنتونی دنیلز در نقش سی‌تری‌پی‌او: دروید تشریفاتی ساخته‌شده به‌دست آناکین اسکای‌واکر که اکنون به دخترش، سناتور لیا ارگانا، خدمت می‌کند.[۱۸]

## قسمت‌های سریال
| شم. | عنوان                                | کارگردان         | نویسنده    | تاریخ پخش اصلی |
| --- | ------------------------------------ | ---------------- | ---------- | -------------- |
| ۱ | «قسمت اول: استاد و شاگرد»            | دیو فیلونی       | دیو فیلونی | ۳۱ مرداد ۱۴۰۲  |
| بایلان اسکول، یک جدای سابق که اکنون به عنوان مزدور فعالیت می‌کند، به همراه شاگرد خود، شین هاتی، به یک رزمناو جمهوری جدید حمله می‌کنند تا مورگان السبث را که پیش از این توسط آسوکا تانو دستگیر شده بود، نجات دهند. مورگان به بایلان اسکول اطلاع می‌دهد که آسوکا در جست‌وجوی گرند آدمیرال ثراون است که سال‌های زیادی از کشیده شدن او و ازرا بریجر به مکانی نامشخص توسط نهنگ‌های ستاره‌ای (Purrgil) می‌گذرد. آسوکا با ژنرال هرا سیندولا در محل آماده‌سازی دوباره ناوگان دیدار می‌کند و در نتیجه این دیدار هویانگ نشان می‌دهد که نقشه ستاره کماکان قفل است. سیندولا به آسوکا توصیه می‌کند که از کارآموز سابق خود، سابین رن، به منظور شکستن قفل نقشه کمک بگیرد. آسوکا و رباتش هویانگ به لوتال سفر می‌کنند و با رن ملاقات کنند که رن نقشه را گرفته و به محل زندگی خود می‌برد. دقیقاً زمانی که رن قفل نقشه را باز می‌کند، با هاتی و دو رباتش مواجه می‌شود که در طول دوئل، هاتی شمشیر نوری خود را به شکم رن فروکرده و نقشه را به سرقت می‌برد. |                                      |                  |            |                |
| ۲ | «قسمت دوم: سختی و مشقت»              | استف گرین        | دیو فیلونی | ۳۱ مرداد ۱۴۰۲  |
| ۳ | «قسمت سوم: وقت پرواز»                | استف گرین        | دیو فیلونی | ۷ شهریور ۱۴۰۲  |
| ۴ | «قسمت چهارم: جدای سابق»              | پیتر رمزی        | دیو فیلونی | ۱۴ شهریور ۱۴۰۲ |
| ۵ | «قسمت پنجم: جنگجوی سایه»             | دیو فیلونی       | دیو فیلونی | ۲۱ شهریور ۱۴۰۲ |
| ۶ | «قسمت ششم: دور، خیلی دور»            | جنیفر گتزینگر    | دیو فیلونی | ۲۸ شهریور ۱۴۰۲ |
| ۷ | «قسمت هفتم: رؤیاها و جنون»           | گیتا واسانت پاتل | دیو فیلونی | ۴ مهر ۱۴۰۲     |
| ۸ | «قسمت هشتم: جدای، جادوگر و جنگ‌سالار» | ریک فاموییوا     | دیو فیلونی | ۱۱ مهر ۱۴۰۲    |

## تولید

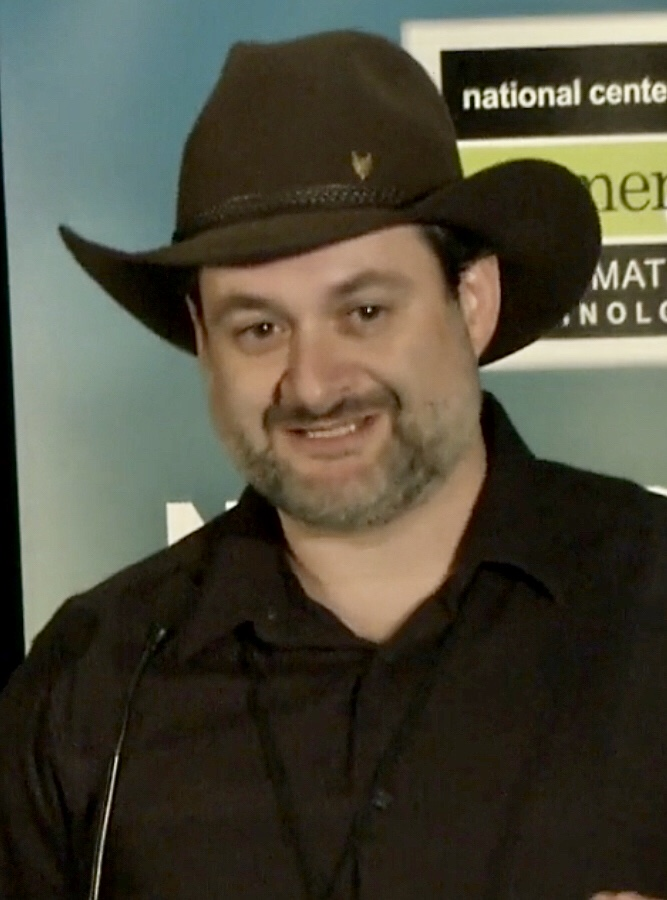
دیو فیلونی نویسنده آسوکا

### توسعه
در دسامبر ۲۰۲۰، لوکاس‌فیلم ساخت چندین سریال اسپین‌آف از مجموعه مندلورین از شبکهٔ دیزنی پلاس را اعلام کرد؛ از جمله آسوکا، یگان تکاوران جمهوری جدید و کتاب بوبا فت. همهٔ این اسپین‌آف‌ها در کنار مندلورین از طریق داستان‌های به هم پیوسته با هم مرتبط هستند و در یک «رویداد داستانی اوج‌گیرنده» به پایان می‌رسند. هر یک از مجموعه‌ها به‌طور همزمان توسط جان فاورو و دیو فیلونی توسعه می‌یابد، و فیلونی در حال نوشتن داستان آسوکا و تهیه‌کننده اصلی آن بود. این مجموعه بر روی شخصیت آسوکا تانو تمرکز دارد که توسط فیلونی برای سریال انیمیشن جنگ ستارگان: جنگ کلون‌ها ساخته شد و اولین حضور لایواکشن او در فصل دوم مندلورین بود. تا آوریل ۲۰۲۲، پیتر رمزی برای کارگردانی حداقل یک قسمت از این مجموعه استخدام شد، و انتظار می‌رفت فیلونی تمام قسمت‌های آن را کارگردانی کند.
در ژانویهٔ ۲۰۲۴، لوکاس‌فیلم تأیید کرد که فصل دوم در حال توسعه بود و فیلونی نیز در پروژه حضور داشت.

### انتخاب بازیگران
با اعلام سریال در دسامبر ۲۰۲۰، رزاریو داوسون مجدداً در نقش آسوکا تانو از مندلورین ایفا نقش خواهد کرد. طبق گزارش‌ها تا آگوست ۲۰۲۱، لوکاس‌فیلم به دنبال انتخاب بازیگری برای ایفای نقش شخصیت سابین رن در مجموعه شورشیان جنگ ستارگان بود. در ماه اکتبر، هایدن کریستنسن قرار بود دوباره نقش آناکین اسکای‌واکر / دارث ویدر را ایفا کند، و ناتاشا لیو بوردیزو تا نوامبر برای نقش رن انتخاب شد. در اواخر همان ماه، ایوانا ساخنو در نقشی نامعلوم به بازیگران پیوست. در ژانویه ۲۰۲۲، مری الیزابت وینستد در نقشی نامعلوم به بازیگران پیوست، و ماه بعد، ری استیونسون در نقش فرمانده به بازیگران پیوست. استیونسون قبلاً صداپیشگی شخصیت Gar Saxon را در شوریان و جنگ‌های کلون بر عهده داشته‌است.

### فیلم‌برداری
فیلم‌برداری این مجموعه در ۹ می ۲۰۲۲، در لس آنجلس با عنوان کاری استورم‌کروو آغاز شد.

## پخش
دو قسمت آسوکا در ۲۲ اوت ۲۰۲۳ از شبکهٔ دیزنی پخش شد و سایر قسمت‌ها در ۳ اکتبر ۲۰۲۳ به پایان رسید. این مجموعه شامل هشت قسمت بود. این مجموعه ابتدا قرار بود در ۲۳ اوت پخش شود اما تاریخ پخش به یک روز قبل موکول شد. قسمت نخست به ری استیونسون تقدیم شد که در مهٔ ۲۰۲۳ درگذشت.

## بازخورد
آسوکا در وبگاه نقد و بررسی راتن تومیتوز بر اساس نظر ۲۶۳ منتقد، امتیاز ۸۶٪ با میانگین نمرهٔ ۷٫۴/۱۰ را کسب کرده‌است. اجماع منتقدان این وبگاه می‌گوید: «آسوکا با بازی قوی رزاریو داوسون در نقش اصلی و داستان محکمی که عناصر جدید و قدیمی حماسهٔ جنگ ستارگان را موازنه می‌کند، ارتقا یافته و برای طرفداران این فرنچایز حتماً دیدنی است.» این مجموعه در متاکریتیک، که از میانگین وزنی استفاده می‌کند، بر اساس نظر ۲۵ منتقد امتیاز ۶۸ از ۱۰۰ را کسب کرده که نشان‌گر «نقدهای عموماً مطلوب» است.